# Mars Telecommunications Orbiter
Mars Telecommunications Orbiter – bezzałogowa sonda kosmiczna NASA, która miała zostać wystrzelona w kierunku Marsa we wrześniu 2009 roku, a na orbitę planety wejść we wrześniu 2010. Sonda miała służyć do rozszerzenia Internetu międzyplanetarnego.
W lipcu 2005 roku poinformowano o anulowaniu misji sondy MTO z przyczyn budżetowych. Zaoszczędzone środki wykorzystano do sfinansowania innych misji badawczych. Część zadań sondy, w tym zapewnienie łączności z łazikiem Curiosity (misja Mars Science Laboratory), przejął wystrzelony w sierpniu 2005 r. Mars Reconnaissance Orbiter.

## O misji
NASA planowała rozszerzyć Internet do Marsa, kiedy w 2009 zostałby wystrzelony Mars Telecommunications Orbiter. Miał on być używany do przekazywania pakietów danych w taki sam sposób w jaki działa Internet. Dane byłyby przekazywane na Ziemię z różnych lądowników znajdujących się na Marsie i sond krążących po jego orbicie, przez co najmniej 10 lat. 

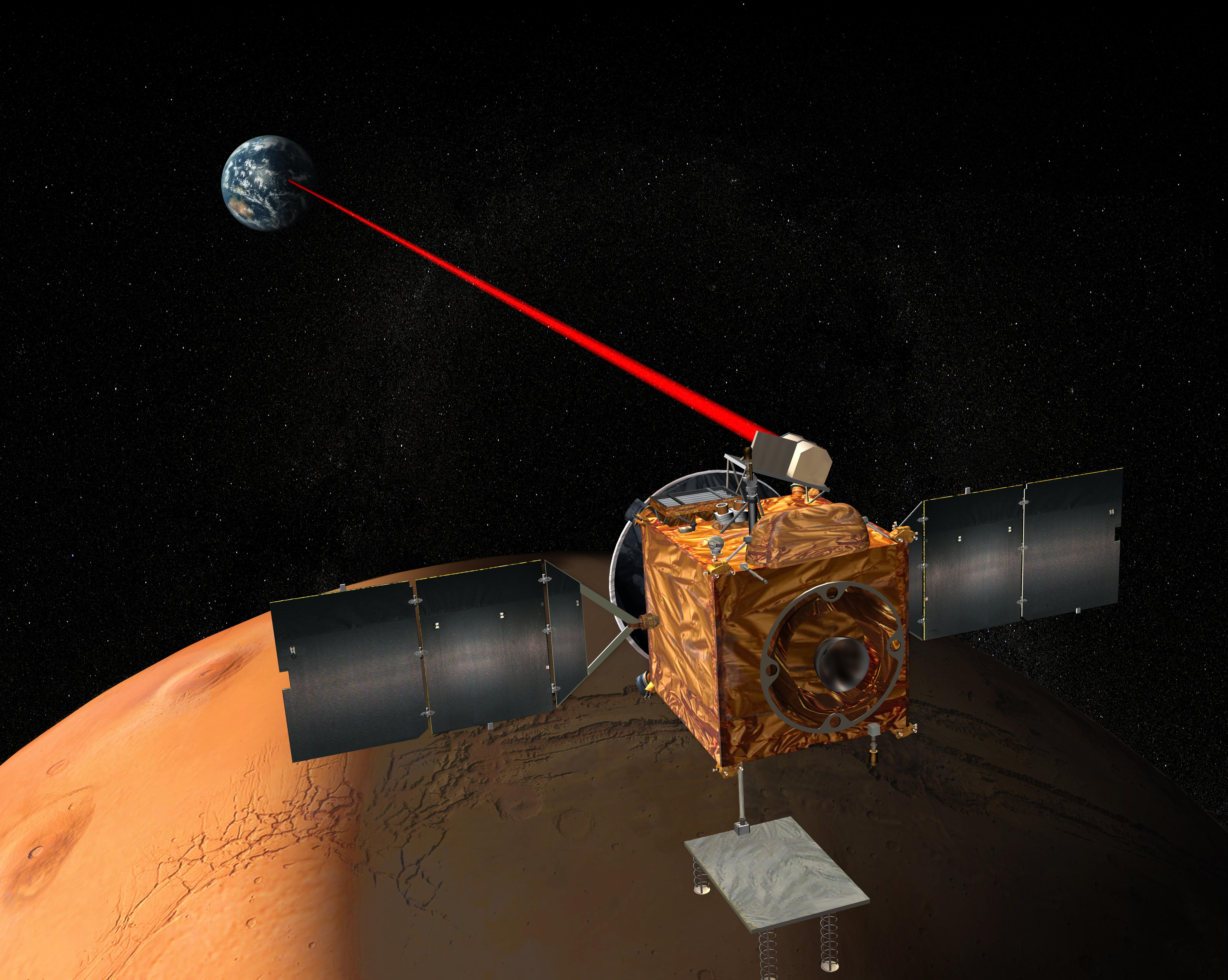
Mars Telecommunications Orbiter miał komunikować się z Ziemią za pomocą innowacyjnej technologii, wykorzystującej laser zamiast fal radiowych jak w dotychczasowych misjach. Ma to znacznie przyśpieszyć transfer danych.